# Coppa del Brasile
La Coppa del Brasile, portoghese Copa do Brasil, ufficialmente denominata Copa Intelbras do Brasil dall'edizione 2021 per ragioni di sponsorizzazione, è il secondo torneo calcistico più importante del Brasile. Il vincitore della Coppa del Brasile conquista il diritto di partecipare alla Coppa Libertadores dell'anno seguente.
Il torneo, a partire dal 2013, si disputa tra marzo e novembre, mentre in precedenza si svolgeva nel primo semestre dell'anno, parallelamente ai campionati statali e alla Coppa Libertadores, il che, dal 2001, escludeva dai partecipanti le squadre che disputavano la competizione continentale.

## Formato
La competizioni prevede turni a eliminazione diretta con partite di andata e ritorno. Dal 1995 nei primi due turni se la squadra ospite batte quella di casa con 3 o più gol di scarto è automaticamente qualificata al turno successivo senza dover disputare la partita di ritorno. Dall'anno seguente la differza reti fu portata a 2.
Oltre alla qualificazione per la Coppa Libertadores dell'anno seguente, alla quale accede il vincitore della competizione, la Coppa del Brasile dal 2013 mette in palio anche la qualificazione alla Coppa Sudamericana della medesima stagione: vi accedono le 8 squadre eliminate prima degli ottavi di finale con il miglior piazzamento nel campionato nazionale dell'anno precedente.

### Partecipanti
Dal 2004 al 2012 alla Coppa del Brasile hanno partecipato le squadre nelle prime 10 posizioni del ranking della CBF e altre 54 a rappresentanza dei 27 stati federati del Brasile, scelti attraverso i risultati nei campionati statali o tornei regionali.
Dall'inizio del XXI secolo le squadre che si qualificavano per la Coppa Libertadores, sia tramite il campionato che vincendo la Coppa del Brasile, non potevano partecipare all'edizione successiva della coppa, dato che le due competizioni si svolgevano nelle stesse date. A partire dal 2013 la competizione è stata allargata da 64 a 70 squadre, includendo anche le 5 o 6 partecipanti alla Coppa Libertadores dello stesso anno che, insieme alla squadra miglior classificata nel ranking nazionale in caso siano 5 le squadre brasiliane che partecipano alla manifestazione continentale, accedono direttamente agli ottavi di finale che si disputano dopo la conclusione della Coppa Libertadores stessa. Altri 2 posti agli ottavi sono riservati alle vincitrici di Copa Verde e Copa Nordeste.

## Albo d'oro
| Anno | Vincitore                 | Risultato | Risultato       | Finalista             |
| Anno | Vincitore                 | Andata    | Ritorno         | Finalista             |
| ---- | ------------------------- | --------- | --------------- | --------------------- |
| 1989 | Grêmio (RS) (1)           | 0 - 0     | 2 - 1           | Sport Recife (PE)     |
| 1990 | Flamengo (RJ) (1)         | 1 - 0     | 0 - 0           | Goiás (GO)            |
| 1991 | Criciúma (SC) (1)         | 1 - 1     | 0 - 0           | Grêmio (RS)           |
| 1992 | Internacional (RS) (1)    | 1 - 2     | 1 - 0           | Fluminense (RJ)       |
| 1993 | Cruzeiro (MG) (1)         | 0 - 0     | 2 - 1           | Grêmio (RS)           |
| 1994 | Grêmio (RS) (2)           | 0 - 0     | 1 - 0           | Ceará (CE)            |
| 1995 | Corinthians (SP) (1)      | 2 - 1     | 1 - 0           | Grêmio (RS)           |
| 1996 | Cruzeiro (MG) (2)         | 1 - 1     | 2 - 1           | Palmeiras (SP)        |
| 1997 | Grêmio (RS) (3)           | 0 - 0     | 2 - 2           | Flamengo (RJ)         |
| 1998 | Palmeiras (SP) (1)        | 1 - 1     | 2 - 1           | Cruzeiro (MG)         |
| 1999 | Juventude (RS) (1)        | 2 - 1     | 0 - 0           | Botafogo (RJ)         |
| 2000 | Cruzeiro (MG) (3)         | 0 - 0     | 2 - 1           | San Paolo (SP)        |
| 2001 | Grêmio (RS) (4)           | 2 - 2     | 3 - 1           | Corinthians (SP)      |
| 2002 | Corinthians (SP) (2)      | 2 - 1     | 1 - 1           | Brasiliense (DF)      |
| 2003 | Cruzeiro (MG) (4)         | 1 - 1     | 3 - 1           | Flamengo (RJ)         |
| 2004 | Santo André (SP) (1)      | 2 - 2     | 2 - 0           | Flamengo (RJ)         |
| 2005 | Paulista (SP) (1)         | 2 - 0     | 0 - 0           | Fluminense (RJ)       |
| 2006 | Flamengo (RJ) (2)         | 2 - 0     | 1 - 0           | Vasco da Gama (RJ)    |
| 2007 | Fluminense (RJ) (1)       | 1 - 1     | 1 - 0           | Figueirense (SC)      |
| 2008 | Sport Recife (PE) (1)     | 1 - 3     | 2 - 0           | Corinthians (SP)      |
| 2009 | Corinthians (SP) (3)      | 2 - 0     | 2 - 2           | Internacional (RS)    |
| 2010 | Santos (SP) (1)           | 2 - 0     | 1 - 2           | Vitória (BA)          |
| 2011 | Vasco da Gama (RJ) (1)    | 1 - 0     | 2 - 3           | Coritiba (PR)         |
| 2012 | Palmeiras (SP) (2)        | 2 - 0     | 1 - 1           | Coritiba (PR)         |
| 2013 | Flamengo (RJ) (3)         | 1 - 1     | 2 - 0           | Athl. Paranaense (PR) |
| 2014 | Atlético Mineiro (MG) (1) | 2 - 0     | 1 - 0           | Cruzeiro (MG)         |
| 2015 | Palmeiras (SP) (3)        | 0 - 1     | 2 - 1 (4-3 dtr) | Santos (SP)           |
| 2016 | Grêmio (RS) (5)           | 3 - 1     | 1 - 1           | Atlético Mineiro (MG) |
| 2017 | Cruzeiro (MG) (5)         | 1 - 1     | 0 - 0 (5-3 dtr) | Flamengo (RJ)         |
| 2018 | Cruzeiro (MG) (6)         | 1 - 0     | 2 - 1           | Corinthians (SP)      |
| 2019 | Athl. Paranaense (PR) (1) | 1 - 0     | 2 - 1           | Internacional (RS)    |
| 2020 | Palmeiras (SP) (4)        | 1 - 0     | 2 - 0           | Grêmio (RS)           |
| 2021 | Atlético Mineiro (MG) (2) | 4 - 0     | 2 - 1           | Athl. Paranaense (PR) |
| 2022 | Flamengo (RJ) (4)         | 0 - 0     | 2 - 1           | Corinthians (SP)      |
| 2023 | San Paolo (SP) (1)        | 1 - 0     | 1 - 1           | Flamengo (RJ)         |
| 2024 | Flamengo (RJ) (5)         | 3 - 1     | 1 - 0           | Atlético Mineiro (MG) |

## Capocannonieri
| Anno | Giocatore        | Squadra          | Reti |
| ---- | ---------------- | ---------------- | ---- |
| 1989 | Gérson           | Atlético Mineiro | 7    |
| 1990 | Bizu             | Náutico          | 7    |
| 1991 | Gérson           | Atlético Mineiro | 6    |
| 1992 | Gérson           | Internacional    | 9    |
| 1993 | Gílson           | Grêmio           | 8    |
| 1994 | Paulinho McLaren | Internacional    | 6    |
| 1995 | Sávio            | Flamengo         | 7    |
| 1996 | Luizão           | Palmeiras        | 8    |
| 1997 | Paulo Nunes      | Grêmio           | 9    |
| 1998 | Romário          | Flamengo         | 7    |
| 1999 | Dejan Petković   | Vitória          | 7    |
| 1999 | Romário          | Flamengo         | 7    |
| 2000 | Oséas            | Cruzeiro         | 10   |
| 2001 | Washington       | Ponte Preta      | 11   |
| 2002 | Deivid           | Corinthians      | 13   |
| 2003 | Nonato           | Bahia            | 9    |
| 2004 | Alex Alves       | Botafogo         | 8    |
| 2004 | Dauri            | 15 de Novembro   | 8    |
| 2005 | Fred             | Cruzeiro         | 14   |
| 2006 | Valdiram         | Vasco da Gama    | 7    |
| 2007 | André Lima       | Botafogo         | 5    |
| 2007 | Dênis Marques    | Athl. Paranaense | 5    |
| 2007 | Victor Simões    | Figueirense      | 5    |
| 2008 | Edmundo          | Vasco da Gama    | 6    |
| 2009 | Taison           | Internacional    | 7    |
| 2010 | Neymar           | Santos           | 11   |
| 2011 | Adriano          | Palmeiras        | 5    |
| 2011 | Alecsandro       | Vasco da Gama    | 5    |
| 2011 | Kléber           | Palmeiras        | 5    |
| 2011 | Rafael Coelho    | Avaí             | 5    |
| 2011 | William          | Avaí             | 5    |
| 2012 | Luís Fabiano     | San Paolo        | 8    |
| 2013 | Hernane          | Flamengo         | 8    |
| 2014 | Bill             | Ceará            | 6    |
| 2014 | Gabriel Barbosa  | Santos           | 6    |
| 2014 | Léo Gamalho      | Santa Cruz       | 6    |
| 2015 | Gabriel Barbosa  | Santos           | 8    |
| 2016 | Marinho          | Vitória          | 6    |
| 2017 | Lucas Barrios    | Grêmio           | 5    |
| 2017 | Léo Gamalho      | Goiás            | 5    |
| 2017 | Rafael Sóbis     | Cruzeiro         | 5    |
| 2018 | Gabriel Barbosa  | Santos           | 4    |
| 2018 | Neilton          | Vitória          | 4    |
| 2018 | Rômulo           | Avaí             | 4    |
| 2019 | Paolo Guerrero   | Internacional    | 5    |
| 2019 | Luciano          | Fluminense       | 5    |
| 2019 | Pipico           | Santa Cruz       | 5    |
| 2020 | Brenner          | San Paolo        | 6    |
| 2020 | Léo Gamalho      | CRB              | 6    |
| 2020 | Nenê             | Fluminense       | 6    |
| 2020 | Rodolfo          | América-MG       | 6    |
| 2021 | Hulk             | Atlético Mineiro | 8    |
| 2022 | Cano             | Fluminense       | 5    |
| 2022 | Giuliano         | Corinthians      | 5    |
| 2023 | Alef Manga       | Coritiba         | 5    |
| 2023 | Lorran           | Nova Mutum       | 5    |
| 2023 | Pedro            | Flamengo         | 5    |
| 2023 | Tiquinho Soares  | Botafogo         | 5    |

## Vittorie per squadra
| Pos. | Club             | Città          | Stato             | Titoli |
| ---- | ---------------- | -------------- | ----------------- | ------ |
| 1    | Cruzeiro         | Belo Horizonte | Minas Gerais      | 6      |
| 2    | Grêmio           | Porto Alegre   | Rio Grande do Sul | 5      |
| 2    | Flamengo         | Rio de Janeiro | Rio de Janeiro    | 5      |
| 4    | Palmeiras        | San Paolo      | San Paolo         | 4      |
| 5    | Corinthians      | San Paolo      | San Paolo         | 3      |
| 6    | Atlético Mineiro | Belo Horizonte | Minas Gerais      | 2      |
| 7    | Athl. Paranaense | Curitiba       | Paraná            | 1      |
| 7    | Criciúma         | Criciúma       | Santa Catarina    | 1      |
| 7    | Fluminense       | Rio de Janeiro | Rio de Janeiro    | 1      |
| 7    | Internacional    | Porto Alegre   | Rio Grande do Sul | 1      |
| 7    | Juventude        | Caxias do Sul  | Rio Grande do Sul | 1      |
| 7    | Paulista         | Jundiaí        | San Paolo         | 1      |
| 7    | Santo André      | Santo André    | San Paolo         | 1      |
| 7    | Santos           | Santos         | San Paolo         | 1      |
| 7    | San Paolo        | San Paolo      | San Paolo         | 1      |
| 7    | Sport Recife     | Recife         | Pernambuco        | 1      |
| 7    | Vasco da Gama    | Rio de Janeiro | Rio de Janeiro    | 1      |

## Vittorie per città
| Pos. | Citta          | Stato             | Titoli |
| ---- | -------------- | ----------------- | ------ |
| 1    | San Paolo      | San Paolo         | 8      |
| 2    | Belo Horizonte | Minas Gerais      | 7      |
| 2    | Rio de Janeiro | Rio de Janeiro    | 7      |
| 4    | Porto Alegre   | Rio Grande do Sul | 6      |
| 5    | Caxias do Sul  | Rio Grande do Sul | 1      |
| 5    | Criciúma       | Santa Catarina    | 1      |
| 5    | Curitiba       | Paraná            | 1      |
| 5    | Jundiaí        | San Paolo         | 1      |
| 5    | Recife         | Pernambuco        | 1      |
| 5    | Santo André    | San Paolo         | 1      |
| 5    | Santos         | San Paolo         | 1      |

## Vittorie per stato
| Pos. | Stato             | Titoli |
| ---- | ----------------- | ------ |
| 1    | San Paolo         | 11     |
| 2    | Minas Gerais      | 8      |
| 3    | Rio Grande do Sul | 7      |
| 3    | Rio de Janeiro    | 7      |
| 5    | Paraná            | 1      |
| 5    | Pernambuco        | 1      |
| 5    | Santa Catarina    | 1      |